# Maureen Griffin
Maureen Griffin (5 luglio 1963) è un'ex schermitrice canadese.

## Palmarès
In carriera ha conseguito i seguenti risultati:
- Giochi Panamericani:

Mar del Plata 1995: bronzo nella spada a squadre.